# Formuła TR 2000 Pro Series
| Formuła TR 2000 Pro Series | Formuła TR 2000 Pro Series |
| -------------------------- | -------------------------- |
| Kategoria                  | Wyścigi samochodowe        |
| Region                     | Ameryka Północna           |
| Pierwszy sezon             | 2002                       |
| Ostatni sezon              | 2007                       |
| Nadwozie                   | Tatuus                     |
| Silnik                     | Renault                    |
| Ostatni mistrz kierowców   | Bill Goshen                |

Formuła TR 2000 Pro Series (dawniej: North American Fran Am 2000 Pro Championship) – była seria wyścigowa samochodów jednomiejscowych organizowana w Ameryce Północnej w latach 2002-2007 pod szyldem wyścigów FIA Formuły Renault.

## Mistrzowie
| Sezon | Oficjalna nazwa serii                        | Mistrz         |
| ----- | -------------------------------------------- | -------------- |
| 2002  | North American Fran Am 2000 Pro Championship | Bruno Spengler |
| 2003  | North American Fran Am 2000 Pro Championship | Andrew Ranger  |
| 2004  | Formula TR 2000 Pro Series                   | Colin Braun    |
| 2005  | Formula TR 2000 Pro Series                   | Seth Ingham    |
| 2006  | Formula TR 2000 Pro Series                   | Carl Skerlong  |
| 2007  | Formula TR 2000 Pro Series                   | Bill Goshen    |